# Dualband
Mit dem Begriff Dualband wird die Fähigkeit von Geräten bezeichnet, zwei unterschiedliche Frequenzbereiche abzudecken.

## Mobiltelefone
Mobiltelefone, die auf beiden in Europa verwendeten Frequenzbereichen Verbindungen herstellen können, werden als dualbandfähige Geräte bezeichnet.
In Europa verwenden die Netzbetreiber zwei GSM-Frequenzbänder, im Bereich von 900 MHz und im Bereich von 1800 MHz. Damit ein Handy beide Bereiche verwenden kann, muss es dementsprechend für den Funkverkehr auf beiden Frequenzbändern eingerichtet sein (sogenannte „Dualband-Fähigkeit“). Fast alle aktuellen Mobiltelefone sind Dualbandgeräte.
Triband- und Quadbandhandys beherrschen zusätzlich noch die auf dem amerikanischen Kontinent verwendeten Frequenzbänder.

### Situation in Deutschland
Das ursprüngliche D-Netz benutzte den Frequenzbereich im 900-MHz-Bereich und das E-Netz den im 1800-MHz-Bereich. Inzwischen verwenden auch die beiden D-Netz-Anbieter Frequenzen im 1800-MHz-Bereich zur Erhöhung der Netzkapazität in Ballungszentren. Umgekehrt verwenden die ehemaligen E-Netz-Betreiber inzwischen auch D-Netz-Frequenzen. Diese sind besonders in wenig bevölkerten Bereichen von Vorteil, da sie über eine höhere Reichweite verfügen.

### Situation in der Schweiz
Per 2005 benutzten Swisscom und Sunrise beide Frequenzbereiche, Orange (heute: Salt) und Tele2 den 1800-MHz-Bereich. Per 2011 nutzte Swisscom den 900-MHz-Bereich, während Sunrise und Orange den 1800-MHz-Bereich nutzten.

## Amateurfunk
Im Amateurfunk werden Funkgeräte mit den VHF/UHF-Bereichen (2 m/70 cm) als Dualbandgerät, Duobandgerät oder Dual- bzw. Duobander bezeichnet. Diese Geräte stellen die Mehrzahl der in Fahrzeugen verwendeten Funkgeräte dar. Als Tribander werden Funkgeräte bezeichnet, die zusätzlich noch einen weiteren Frequenzbereich abdecken, wie z. B. das 6-Meter-Band oder das 10-Meter-Band.

## Weitere Anwendungen
Gleichermaßen wird der Begriff bei WLAN-Geräten verwendet.